# Републикански път III-402
Републикански път IIІ-402 е третокласен път, част от републиканската пътна мрежа на България, преминаващ изцяло по територията на област Ловеч. Дължината му е 30,4 км.
Пътят се отклонява надясно при 21,9 км на Републикански път I-4 и се насочва на изток-югоизток нагоре по долината на река Калник (десен приток на Вит). Минава северно от язовир „Сопот“ и по югозападните склонове на Микренските височини преминава през село Старо село и югоизточно от него се изкачва на седловината свързваща Микренските височини със северните ридове на Васильовска планина. От там се спуска по долината на Суха река (ляв приток на Осъм), минава през селата Борима и Дълбок дол и достига до Републикански път II-35 при неговия 68,9 км.
| Пътища, отклоняващи се надясно (населено място, № на пътя, посока на пътя) | Км   | Пътища, отклоняващи се наляво (посока на пътя, № на пътя, населено място) |
| -------------------------------------------------------------------------- | ---- | ------------------------------------------------------------------------- |
| Община Угърчин, I-4, 21,9 км →                                             | 0,0  | → 21,9 км, I-4, Община Угърчин                                            |
| (за с. Лесидрен) общински път ←                                            | 2,6  |                                                                           |
| Община Троян                                                               | 5,6  | Община Троян                                                              |
| (за с. Голяма Желязна) общински път, с. Старо село ←                       | 14,8 | с. Старо село                                                             |
| с. Борима                                                                  | 21   | с. Борима                                                                 |
| с. Дълбок дол                                                              | 27,2 | с. Дълбок дол                                                             |
| (от 80,1 км на I-3) II-35, 68,9 км →                                       | 30,4 | → 68,9 км, II-35 (до с. Кърнаре)                                          |